# Brin d'amour
Brin d'amour, aussi appelé « fleur du maquis » ou « petit corse », est un fromage laitier de lait cru de brebis corse créé dans les années 1950. La marque commerciale « Brin d'Amour » appartient à la SARL World Impex, entreprise de négoce agroalimentaire interentreprises basée à Bessancourt dans le Val-d'Oise. La fabrication de ce fromage est sous-traitée par la SARL Germain Frères (Corselait),, laiterie de la commune de Furiani dans la Haute-Corse en France.  

## Présentation

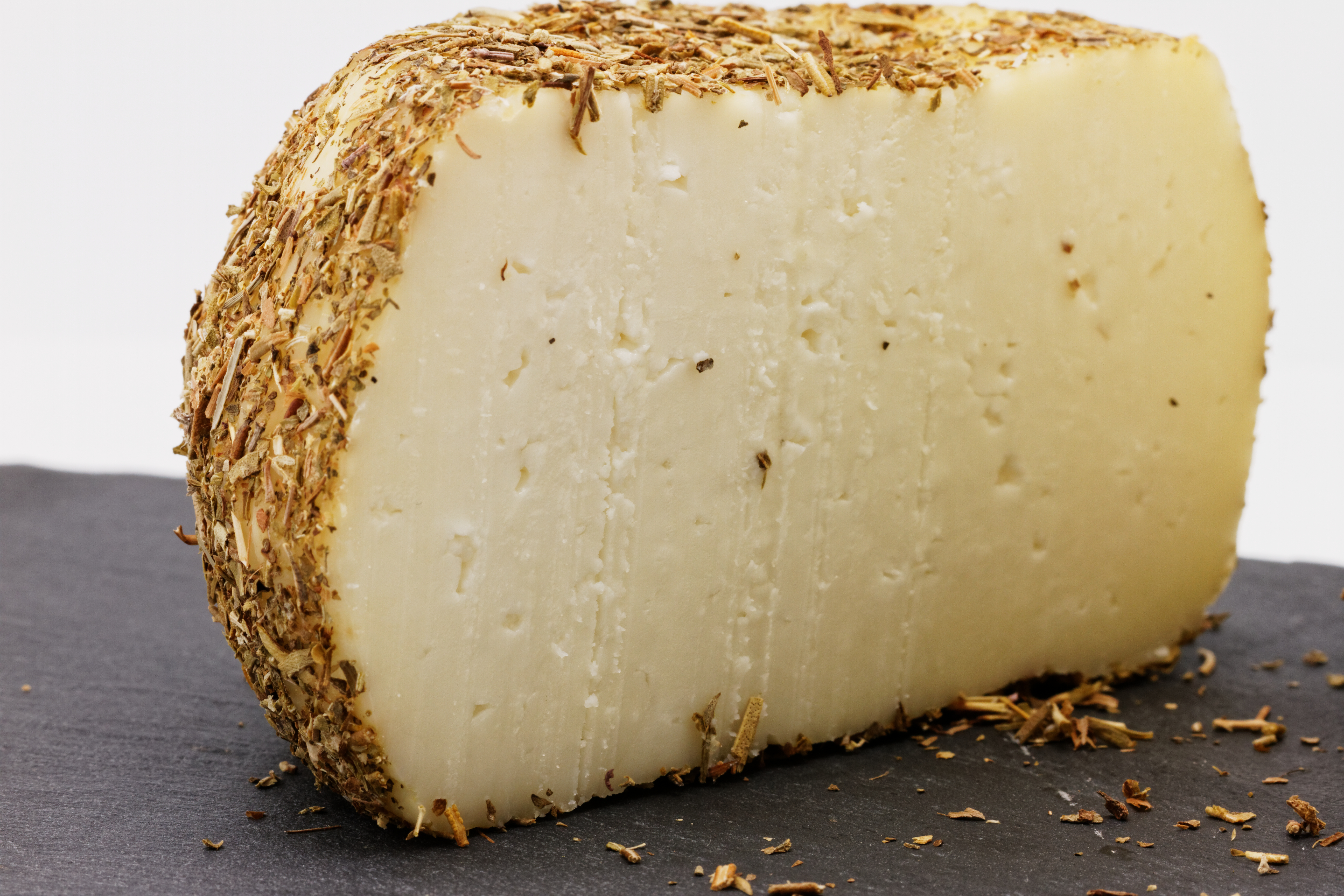
Pâte du brin d'amour.

Le brin d'amour est un fromage au lait cru à pâte molle à croûte naturelle, poudré d'« herbes du maquis », ce qui lui confère un goût particulier. Il est fabriqué à partir de brocciu et il a une pâte ivoire, molle, non élastique, non pressée et non cuite. Sa croûte est enrobée de romarin, de sarriette, de fenouil, des piments et des baies de genièvre. La taille de brin d'amour est généralement de 10 cm à 12 cm, et il pèse de 500 à 700 g.
Au début de l'affinage, qui dure d'un à trois mois, le fromage est ferme et humide avec une pâte fine et légèrement acidulée. Pendant l'affinage, la croûte devient parsemée de flores bleues grises et le fromage absorbe le goût des herbes qui l'enrobent. La pâte, qui commence fine, durcit et devient plus granuleuse avec l'affinage. 